# Nagajevljev zaljev
Nagajevljev zaljev ili Zaljev Nagajev (rus. Бухта Нагаева, Нагаевская бухта) zaljev je unutar Taujskog zaljeva u sjevernom dijelu Ohotskog mora, Magadanska oblast, Rusija.

## Geografija
Širok je 6,4 km na ulazu, a dugačak je 14,5 km. Grad Magadan sa svojom lukom (bivša luka Nagaevo) nalazi se na vrhu zaljeva na prevlaci poluotoka Staritski. Led se u zaljevu javlja od kraja studenog do sredine lipnja. Ime je dobio po ruskom hidrografu, admiralu Alekseju Nagajevu. Opisuju ga kao najbolje mjesto za sidrenje u Ohotskom moru.

## Povijest
Između 1852. i 1869. američki kitolovci usidrili su se u zaljevu kako bi nabavili drvo i vodu te kuhali ulje. Nazvali su je Jeannette Harbour, po brodu Jeannette ( 340 tona) iz New Bedforda, koji je često posjećivao Tausjki zaljev ranih 1850-ih.
Tijekom ere Gulaga, zaljev je korišten kao tranzitna točka za zatvorenike Gulaga koji su dolazili morem i dalje usmjeravani u logore Magadan i Kolima da rade u Dalstroju. Od 1937. sjedište Sevvostlaga bilo je smješteno u Nagajevljevom zaljevu.

## U popularnoj kulturi
Varlam Šalamov spomenuo je zaljev kao dio industrije Gulaga u svojim memoarima o Kolimi.
Nagajevljev zaljev Nagaev dio je refrena pjesme Vladimira Vysockog I Went to Magadan (Â uehal v Magadan).